# Saint-Martin-des-Champs (Yvelines)
Saint-Martin-des-Champs è un comune francese di 334 abitanti situato nel dipartimento degli Yvelines nella regione dell'Île-de-France.

## Società

### Evoluzione demografica
Abitanti censiti